# Casey Jones (Teenage Mutant Ninja Turtles)
Arnold Bernid "Casey" Jones é um personagem fictício da banda desenhada Teenage Mutant Ninja Turtles e da média relacionada. Foi criado por Kevin Eastman e apareceu pela primeira vez em Raphael #1 Micro Series (1985). Tal como as tartarugas, Casey Jones é um justiceiro, criado como uma paródia aos personagens desse tipo que existem na banda desenhada.
Casey tem por vezes cabelo preto e longo, usa uma máscara de hóquei e às vezes luvas de motoqueiro. As suas armas incluem tacos de várias modalidades desportivas como beisebol, golfe, críquete e hóquei. Por vezes usa um saco de golfe ao ombro para transportar as suas armas. Em grande parte dos quadrinhos e adaptações, Casey torna-se um interesse amoroso de April O'Neil.
Casey aparece em três filmes live-action das Tartarugas Ninja, sendo dois da primeira franquia, nos anos 1990: Teenage Mutant Ninja Turtles (1990) e Teenage Mutant Ninja Turtles III (1993), sendo em ambos interpretado por Elias Koteas. Já na versão mais recente, Teenage Mutant Ninja Turtles: Out of the Shadows (2016), sequência do filme de 2014, o personagem é interpretado por Stephen Amell.